# Zsigmond Báthory
Sigismondo Báthory (Báthory Zsigmond in lingua ungherese; Oradea, 1572 – Praga, 27 marzo 1613) fu principe di Transilvania dal 1581 al luglio 1594, dall'8 agosto 1594 al 23 marzo 1598, dal 22 agosto 1598 al 21 marzo 1599 e dal 3 aprile 1601 al 29 giugno 1602.
 Suo padre, Cristoforo Bathory, governava la Transilvania come voivoda per conto del monarca assente, Stefano I Báthory. Sigismondo era ancora un bambino quando la Dieta della Transilvania lo elesse voivoda su richiesta del padre morente nel 1581. Inizialmente, i consigli di reggenza amministrarono la Transilvania per suo conto, ma suo zio Stefano fece di János Ghyczy l'unico reggente nel 1585. Sigismondo adottò il titolo di principe dopo la morte dello zio.
La Dieta proclamò che Sigismondo maggiorenne nel 1588 ma solo dopo avergli imposto l'espulsione dei gesuiti dal paese. Papa Sisto V lo scomunicò ma revocò la misura nel 1590 e i gesuiti tornarono un anno dopo. Lo sfacciato favoritismo nei confronti dei cattolici di Sigismondo lo rese impopolare tra i suoi sudditi protestanti. Decise di aderire alla Lega Santa (1594) contro l'Impero ottomano. Non potendo convincere la Dieta a sostenere il suo piano, rinunciò al trono nel luglio 1594 ma i comandanti dell'esercito lo convinsero a revocare la sua abdicazione. Su loro proposta, epurò i nobili che si opponevano alla guerra contro gli ottomani. Entrò ufficialmente nella Lega Santa e sposò Maria Cristina d'Asburgo, una nipote di Rodolfo II del Sacro Romano Impero. Il matrimonio non fu mai consumato.
Michele il Coraggioso, Voivoda di Valacchia, e Ștefan Răzvan, Voivoda di Moldavia, riconobbero la suzerain di Sigismondo e lo appoggiarono nella lotta contro il Turco. Le loro forze unite sconfissero un esercito ottomano nella battaglia di Giurgiu. Il trionfo fu seguito da una serie di vittorie ottomane e Sigismondo abdicò a favore di Rodolfo II all'inizio del 1598, ricevendo i ducati di Racibórz e Opole come risarcimento. Suo zio materno, Stefano Bocskai, lo convinse a tornare in patria alla fine dell'estate ma non riuscì a fare pace con l'Impero Ottomano. Rinunciò alla Transilvania in favore del cugino Andrea Báthory e si stabilì in Polonia nel 1599. Negli anni successivi, la Transilvania fu regolarmente saccheggiata da mercenari non pagati e predoni ottomani. Sigismondo tornò in patria a capo di un esercito polacco nel 1601 ma non poté rafforzare la sua posizione. Abdicò nuovamente a favore di Rodolfo e si stabilì in Boemia nel luglio 1602. Dopo essere stato accusato di cospirazione contro l'imperatore, trascorse quattordici mesi in prigione a Praga nel 1610 e 1611. Morì nella sua tenuta boema.

## Biografia

### Origini
Figlio di Cristoforo Bathory, voivoda di Transilvania, e nipote del re di Polonia Stefano I Báthory, Sigismondo apparteneva al ramo Somlyó della famiglia Báthory. Sua madre, Elizabeth Bocskai, apparteneva ad un'antica famiglia aristocratica transilvana. Nacque a Várad (attuale Oradea in Romania) in 1573, secondo lo storico transilvano, István Szamosközy, nel momento in cui la Transilvania era ancora retta dallo zio Stefano che solo successivamente alla sua incoronazione polacca cedette il titolo di voivoda al fratello tenendo per sé quello di "Principe di Transilvania" ed organizzando una cancelleria autonoma a Cracovia tramite la quale sorvegliare l'operato di Cristoforo.
Il padre e lo zio di Sigismondo erano cattolici romani, ma sua madre era calvinista. Secondo il gesuita Antonio Possevino, Sigismondo dimostrò la sua devozione al cattolicesimo già all'età di sette anni. Sua madre lo prendeva in giro per la sua devozione, dicendo che voleva solo cattivarsi il benvolere dello zio. Sigismondo fu particolarmente ostile nei confronti degli antitrinitari durante la giovinezza. Sua madre morì all'inizio del 1581.

### Principe di Transilvania

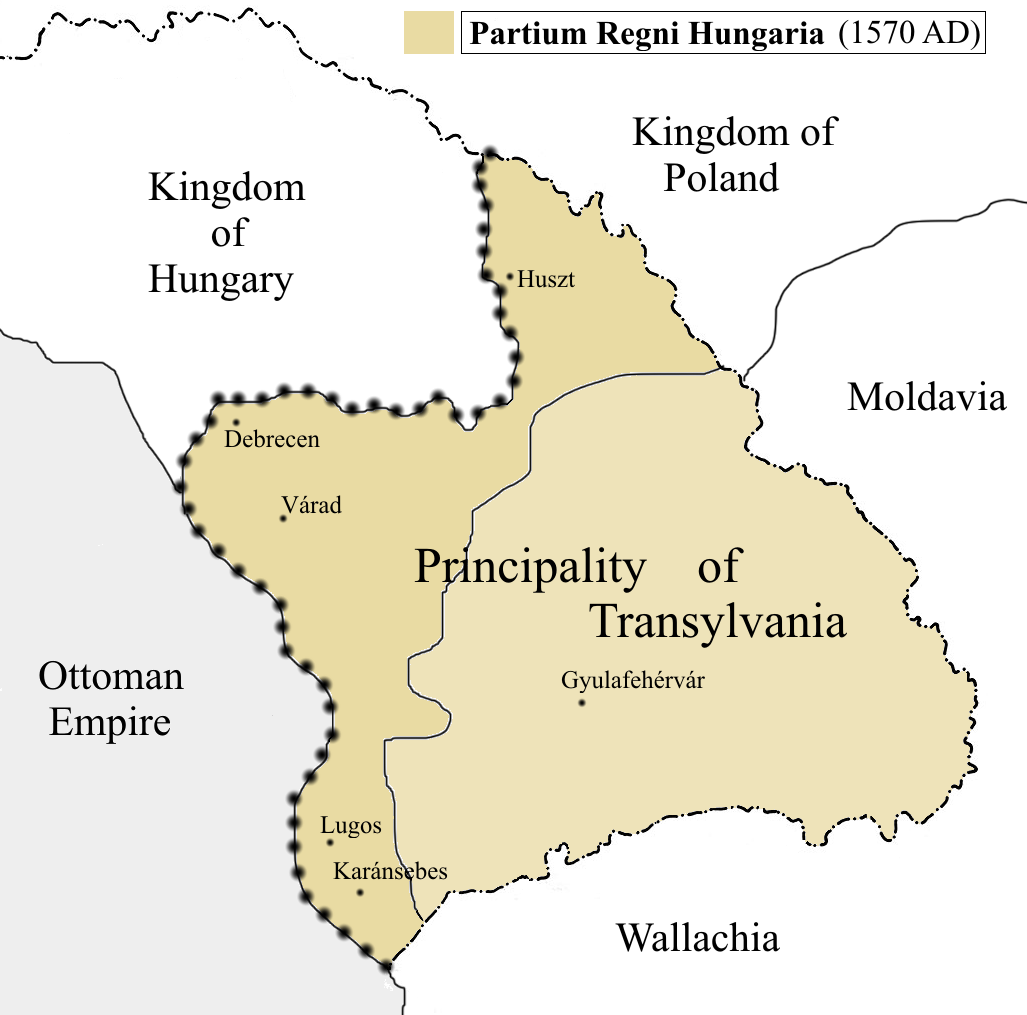
Il Principato di Transilvania alla nascita di Sigismondo Báthory.

Cristoforo Báthory s'ammalò gravemente dopo la morte della moglie. Su sua richiesta, la Dieta della Transilvania elesse il voivoda il giovane Sigismondo a Kolozsvár (attuale Cluj-Napoca in Romania) intorno al 15 maggio 1581. Poiché Sigismondo era ancora minorenne, suo padre morente creò una Reggenza composta da un consiglio di dodici nobili con il governo. Il cugino di Cristoforo, Dénes Csáky, e suo cognato, Stephen Bocskai, erano a capo del consiglio. Cristoforo morì poco dopo, il 27 maggio.
Il 3 luglio, sultano ottomano Murad III confermò l'incoronazione di Sigismondo rammentandogli il suo obbligo di tributo fissato a 15.000 fiorini annui. Pál Márkházy, un giovane nobile che viveva a Istanbul, si offrì allora di raddoppiare il tributo e di pagare una tassa aggiuntiva di 100.000 fiorini se fosse stato nominato sovrano della Transilvania in luogo del giovane Bathory e il Gran Visir Koca Sinan Pasha sostenne tale rivendicazione. Approfittando della situazione, Murad chiese gli stessi pagamenti a Sigismondo ma, dalla Polonia, s'intromise Stefano Báthory, supportato dal Unio Trium Nationum. Dopo aver ricevuto il consueto tributo dalla Transilvania, il sultano confermò nuovamente il governo di Sigismondo nel novembre 1581.
Stefano Báthory, responsabile dell'educazione di Sigismondo, confermò la posizione dei suoi tutori gesuiti, János Leleszi e Gergely Vásárhelyi. Secondo Szamosközy, il Re di Polonia ordinò anche ai compagni di Sigismondo di parlare di terre straniere, guerre e caccia con lui durante le loro cene insieme. Riorganizzò il governo il 3 maggio 1583, incaricando Sándor Kendi, Farkas Kovacsóczy e László Sombori dell'amministrazione della Transilvania durante la minor età di Sigismondo. La Dieta suggerì a Stefano di licenziarli ma sciolse il consiglio solo il 1º maggio 1585 e sostituì i tre consiglieri con il devoto calvinista János Ghyczy, facendone il reggente di Sigismondo.
Sigismondo adottò il titolo di Principe di Transilvania solo dopo la morte dello zio Stefano il 13 dicembre 1586 ma essendo ancora minorenne il potere rimase nelle mani di Ghyczy. Per contro, la scomparsa di Stefano fece di Sigismondo uno dei candidati alla sua successione quale sovrano della Confederazione polacco-lituana. I suoi consiglieri sapevano che aveva poche possibilità di vincere ma volevano dimostrare che i Báthory avevano una valida pretesa di governare la Confederazione. Kovacsóczy annunciò ufficialmente la domanda di Sigismondo al Sejm il 14 agosto 1587. Cinque giorni dopo, l'assemblea elesse re Sigismondo III Vasa. Durante la conseguente guerra di successione, le truppe transilvane sostennero il Vasa contro Massimiliano II d'Asburgo che aveva rivendicato la Polonia e la Lituania a suo tempo soffiategli da Stefano Báthory.

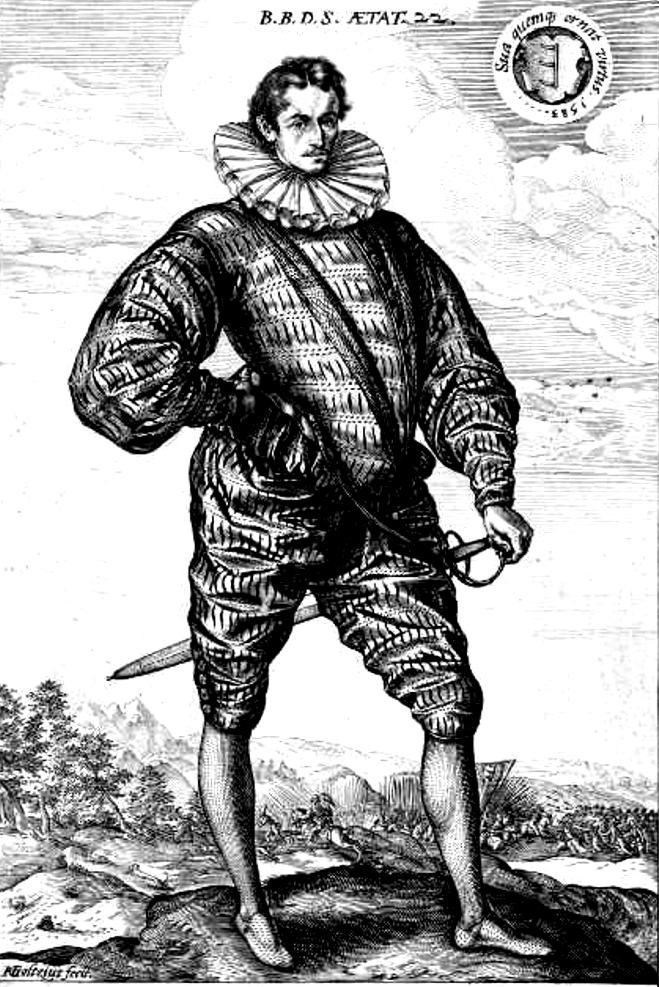
Baldassarre Báthory, cugino e rivale di Sigismondo.

Altra conseguenza della dipartita di Stefano Báthory fu che i cugini di Sigismondo, Baldassarre e Stefano, tornarono dalla Polonia in Transilvania. Baldassarre voleva farsi carico del governo e fece della sua corte a Fogaras (attuale Făgăraș in Romania) il centro di coloro che si opponevano al governo di Ghyczy. Kovacsóczy, il cancelliere della Transilvania, rimase neutrale nel conflitto. Nell'ottobre 1588, la Dieta propose di dichiarare il sedicenne Sigismondo maggiorenne se avesse bandito i gesuiti dalla Transilvania. Lui rifiutò l'offerta, soprattutto perché non voleva espellere il suo confessore, Alfonso Carillo. La Dieta fu sciolta ma i cugini di Sigismondo lo convinsero a non resistere alla Dieta, dominata dai delegati protestanti, e fu così nuovamente convocata alla fine dell'anno. L'8 dicembre, Sigismondo ordinò l'espulsione dei gesuiti dalla Transilvania e la Dieta lo dichiarò maggiorenne.
Sigismondo prestò il consueto giuramento dei monarchi transilvani il 23 dicembre 1588 e poco dopo Papa Sisto V lo scomunicò per l'espulsione dei Gesuiti. Il cugino di Sigismondo, il cardinale Andrea Báthory, esortò il papa a revocare la scomunica, incolpando i consiglieri protestanti del principe della cacciata dei gesuiti. Il papa autorizzò allora Sigismondo ad assumere un confessore nel maggio 1589 e la scomunica fu revocata nella Pasqua del 1590. Sigismondo fece diversi tentativi per rafforzare la posizione della Chiesa cattolica romana, in particolare nominando i cattolici alle più alte cariche dell'amministrazione statale. Carillo e altri sacerdoti gesuiti tornarono alla corte di Sigismondo sotto mentite spoglie all'inizio del 1591. Sigismondo incontrò i cugini Andrea e Baldassarre in agosto per chiedere il loro sostegno per la legalizzazione della presenza dei gesuiti ma questi si rifiutarono di stare al fianco dei sacerdoti alla Dieta.
Sigismondo inviò il suo favorito, István Jósika, in Toscana per avviare i negoziati sul suo matrimonio con Eleonora Orsini, nipote del granduca Ferdinando I de' Medici, sebbene i suoi cugini si fossero opposti nettamente alla nomina di Jósika. Parimenti, invitò alla sua corte artisti e artigiani italiani, facendone i suoi consiglieri o maggiordomi. Szamosközy li ha descritti come "i rappresentanti più trash della nazione più nobile". I delegati delle Unio Trium Nationum criticarono dunque Sigismondo per il suo modo di vivere prodigo alla Dieta di Gyulafehérvár, in novembre, e la Dieta gli prescrisse di prendere decisioni solo nel consiglio reale. Sigismondo privò nel contempo i cugini delle indennità che il tesoro reale aveva loro pagato.
I pettegolezzi sulle cospirazioni si diffusero nei mesi successivi. Sándor Kendi accusò l'ex tutore di Sigismondo, János Gálffy, di aver deliberatamente suscitato dibattiti tra il principe e i suoi cugini. Altri cortigiani affermarono che Baldassarre Báthory stava progettando di detronizzare il cugino. Un prete gesuita fu invece informato a Vienna che Gálffy e i suoi alleati volevano uccidere sia Sigismondo sia i suoi cugini! Alla fine del 1591, Sigismondo dichiarò di essere disposto ad abdicare in favore di Baldassarre se i membri del consiglio reale avessero favorito suo cugino. L'offerta fu rifiutata ma durante il dibattito Kendi si riferì a Sigismondo e Baldassarre come i "due mostri e i più grandi disastri del regno della Transilvania". Il legato di Papa Clemente VIII, Attilio Amalteo, mediò una riconciliazione tra Sigismondo e i suoi cugini nell'estate del 1592 ed il papa esortò anche Sigismondo a sposare una principessa cattolica del Casato di Lorena.
Su richiesta del sultano Murad III, le truppe della Transilvania aiutarono Aron Tiranul, Voivoda di Moldavia. Il sultano ordinò anche a Sigismondo di pagare il doppio dell'importo del tributo annuale. Baldassarre Báthory nel frattempo uccise il segretario di Sigismondo, Pál Gyulai, il 10 dicembre 1592 e persuase il cugino ad ordinare l'esecuzione di Gálffy l'8 marzo 1593. Quell'estate, Sigismondo si recò a Cracovia sotto mentite spoglie per avviare negoziati sul suo matrimonio con Anna, la sorella di Sigismondo III di Polonia. La Santa Sede aveva proposto il matrimonio, che avrebbe potuto consentire a Sigismondo di governare la Polonia durante l'assenza del re, che era anche re di Svezia, ma il piano non andò a buon fine.

### La "Lunga Guerra"

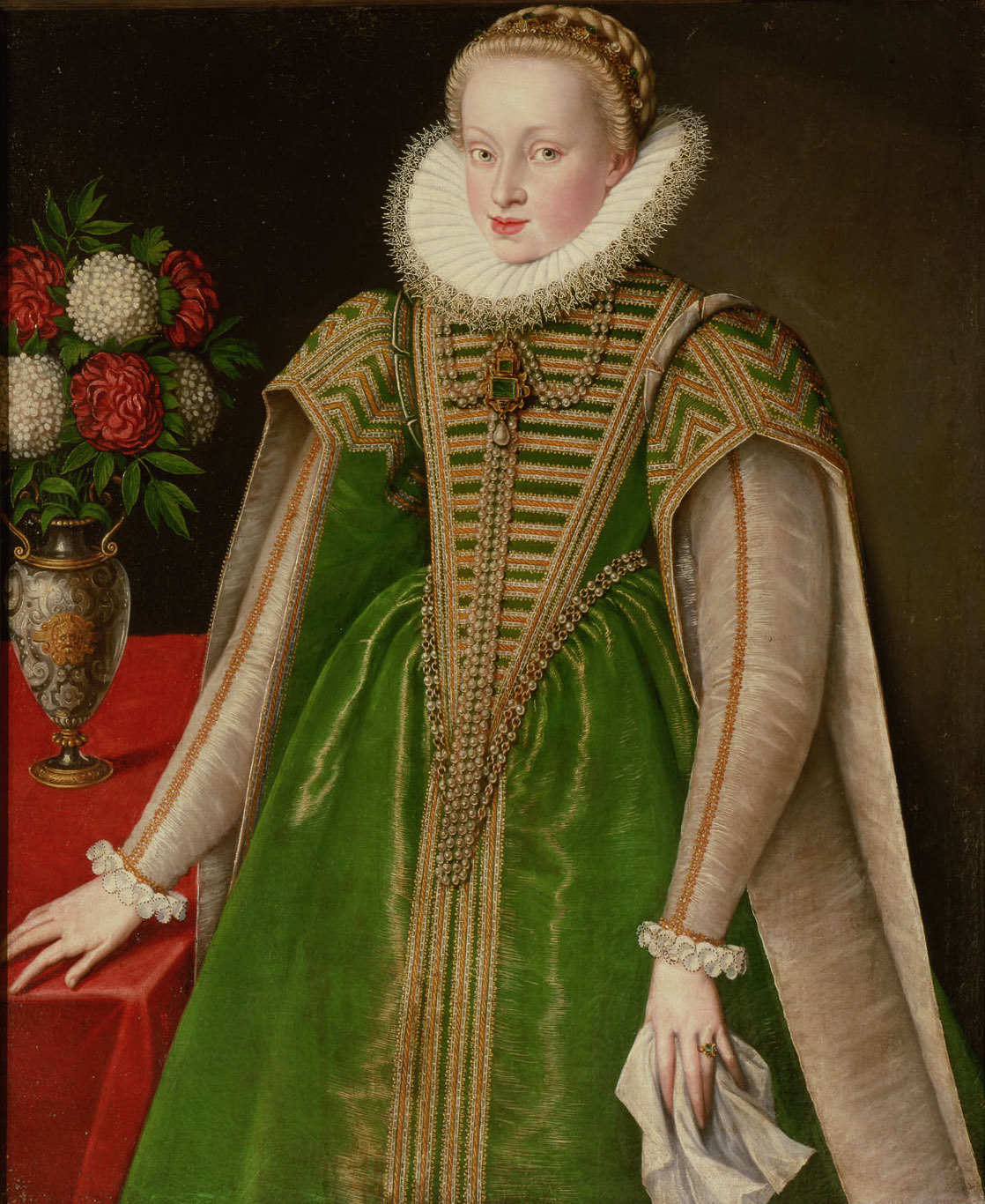
Maria Cristina d'Austria (1574-1621), principessa consorte di Sigismondo Báthory.

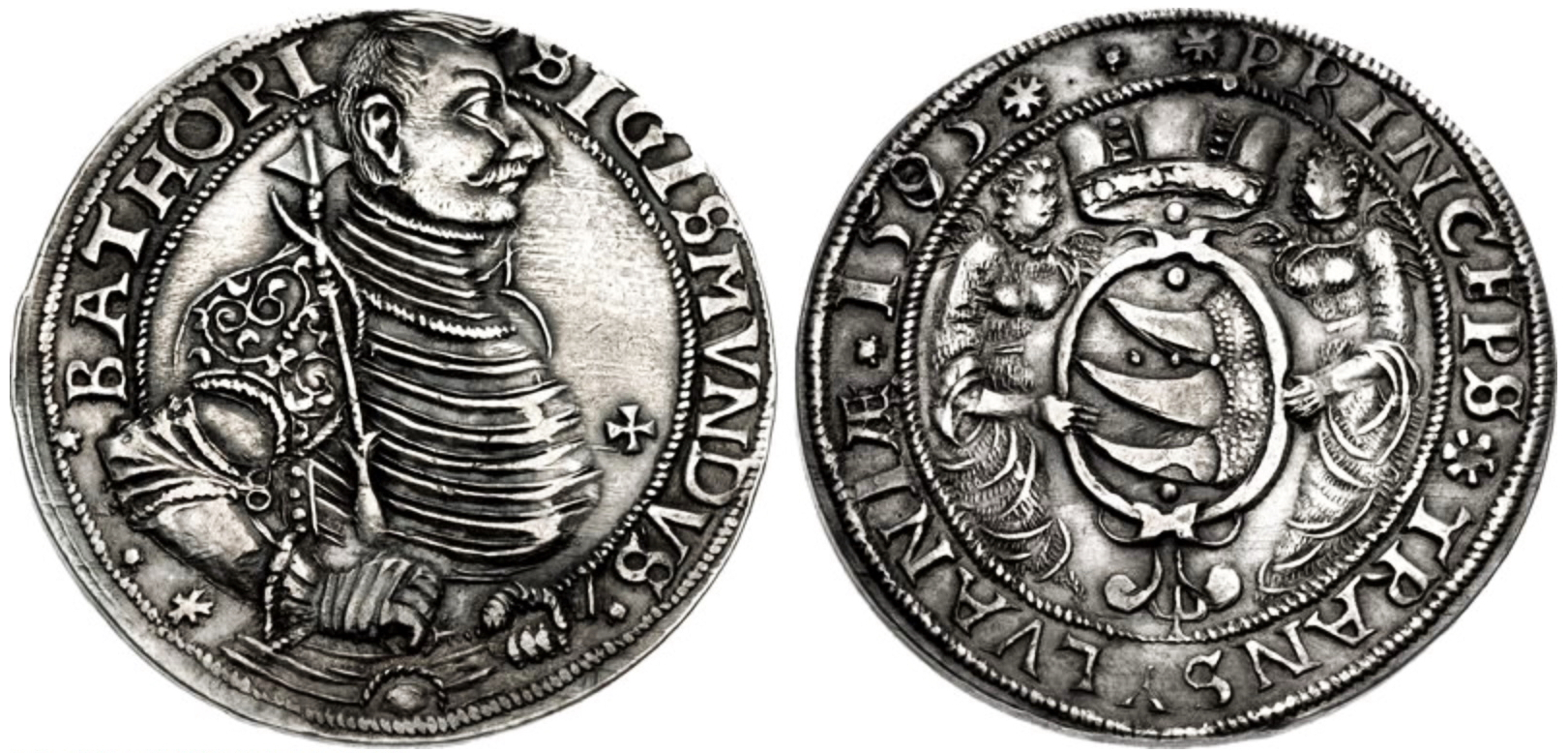
Tallero di Sigismondo Báthory coniato nel 1595

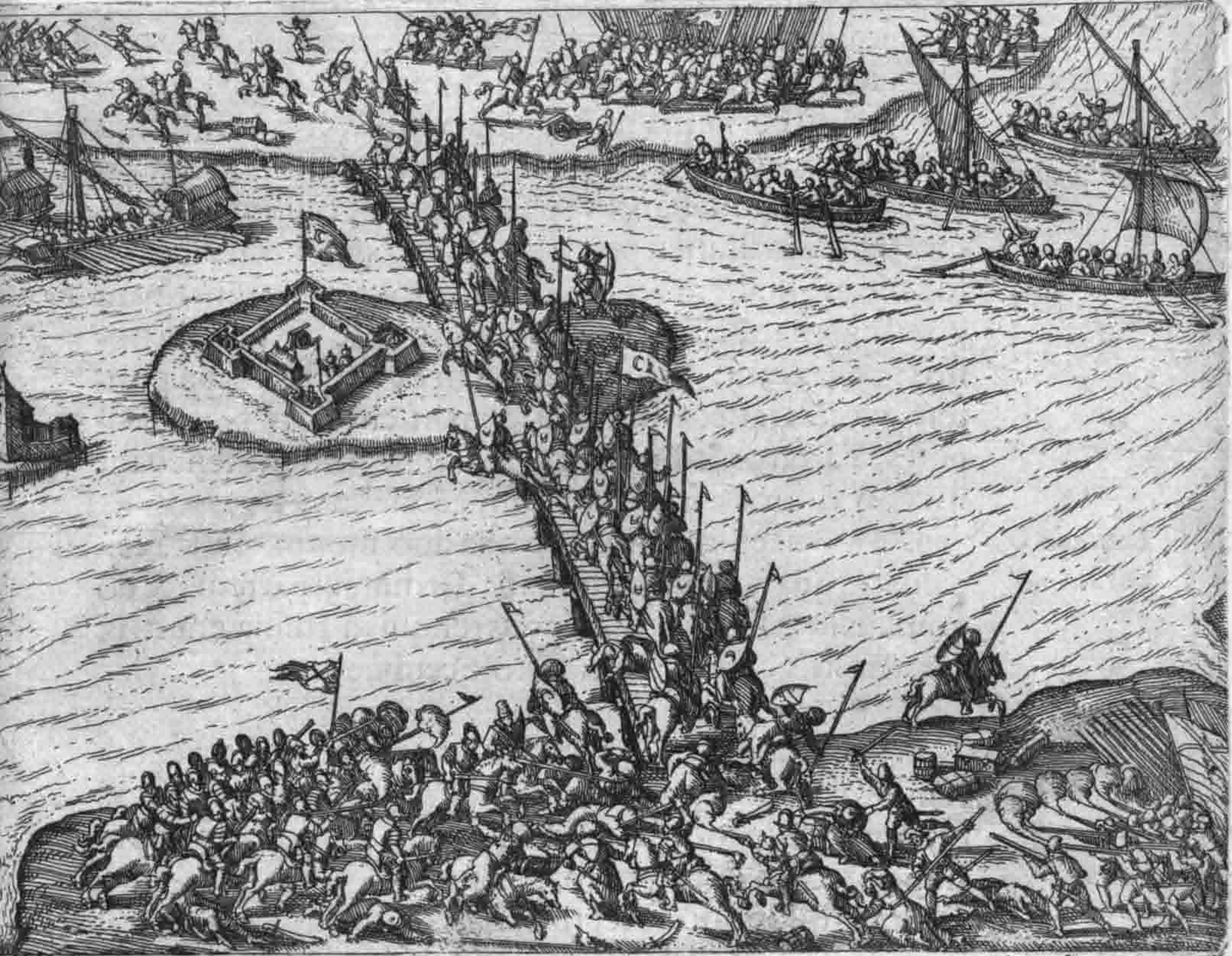
Battaglia di Giurgiu (1595).

Nell'agosto del 1593, il sultano Murad III misconobbe la tregua con gli Asburgo e dichiarò guerra al Sacro Romano Imperatore Rodolfo II. Il Turco ordinò a questo punto a Sigismondo di inviare rinforzi per sostenere l'esercito ottomano nell'Ungheria Reale.
Il principe di Transilvania si trovò a questo punto invischiato in una ragnatela di complotti.
Secondo fonti diplomatiche, il gran visir stava progettando di occupare la Transilvania. Su proposta di Jan Zamoyski, Cancelliere di Polonia, Sigismondo inviò degli inviati a Elisabetta I d'Inghilterra, chiedendole di intervenire per suo conto alla Sublime porta, e la Regina-Vergine ordinò al suo ambasciatore a Istanbul, Edward Barton, di sostenere Báthory.
Papa Clemente VIII iniziò a premere su Sigismondo perché aderisse alla Lega Santa contro l'Impero Ottomano. Dopo che le truppe di Rodolfo II sconfissero gli ottomani in una serie di battaglie nell'autunno del primo anno di guerra, Sigismondo risolse di accondiscendere alle richieste papali ma a condizione che l'Asburgo riconoscesse l'indipendenza della Transilvania dalla corona ungherese. La svolta anti-turca, pericolosa per la sopravvivenza stessa della Transilvania quale stato indipendente tra l'Impero Ottomano e le terre degli Asburgo, provocò al principe seri problemi con i suoi boiari: i delegati delle Unio Trium Nationum rifiutarono di dichiarare guerra ai Turchi in tre diete consecutive tra maggio e luglio. Sigismondo abdicò, rimettendo il potere al cugino Baldassarre alla fine di luglio. Supportato da altri membri della famiglia, tra cui il fratello Andrea Báthory, Baldassarre puntò allora al trono ma Kovacsóczy, Kendi e altri importanti funzionari s'intromisero istituendo un consiglio di boiari per amministrare il paese limitando il potere del voivoda.
I comandanti dell'esercito (compreso Stefano Bocskai) e Fra' Carillo convinsero allora Sigismondo a riprendere il trono l'8 agosto, persuadendolo anche ad ordinare (28 agosto) l'arresto di Kovacsóczy, Kendi, Baldassarre Báthory e altri dodici nobili che si erano opposti alla guerra contro gli ottomani, accusandoli di complotto. Sándor e Gábor Kendi furono decapitati insieme ad altri due membri del consiglio reale. Baldassarre Báthory, Kovacsóczy e Ferenc Kendi furono strangolati in prigione. Tutti i nobili uccisi tranne uno erano protestanti, per lo più unitari. Molti dei loro parenti si convertirono al cattolicesimo per impedire la confisca delle loro proprietà. Andrea Báthory fuggì dalla Transilvania per salvarsi.
Sigismondo decise di aderire alla Lega Santa insieme ad Aaron il Tiranno, voivoda di Moldavia, e Michele il Coraggioso, voivoda di Valacchia, il 5 ottobre 1594. Aaron e Michele avevano avviato negoziati diretti con la Santa Sede ma Sigismondo che rivendicava sovranità su di loro impedì una loro autonoma diplomazia: fu l'inviato di Báthory, Stefano Bocskai, a firmare il documento che confermava l'appartenenza della Transilvania alla Lega Santa a Praga il 28 gennaio 1595. Secondo il trattato, Rodolfo II riconosceva il diritto ereditario di Sigismondo di governare la Transilvania e il Partium e di usare il titolo di principe ma stabilì anche che il principato sarebbe stato riunito con la corona ungherese se la famiglia di Sigismondo si fosse estinta. La Dieta della Transilvania confermò il trattato il 16 aprile e proibì anche le innovazioni religiose, originando la persecuzione dei Siculi Sabbatari e degli Udvarhelyszék.
Sigismondo Báthory sposò Maria Cristina d'Asburgo, figlia dell'arciduca Carlo II d'Austria e nipote dell'imperatore Rodolfo II, il 6 agosto. Tuttavia, il matrimonio non fu mai consumato. Sigismondo accusò la zia Margaret Majláth, madre di Baldassarre Báthory, di avergli causato l'impotenza con la stregoneria. Lo storico László Nagy osserva che i contemporanei di Sigismondo non hanno fatto alcun riferimento al suo rapporto con le donne, dimostrando che Sigismondo fosse omosessuale.
Nel 1595 Sigismondo era dunque libero di orchestrare i suoi piani di rafforzamento politico-territoriale fino a quel momento celati dalla sua veste di crociato anti-turco. Una complessa macchinazione permise a Báthory di catturare il voivoda Aron e di trasferirne la famiglia ed il tesoro alla corte di Transilvania (5 maggio). Mentre sul trono di Moldavia veniva posto il generale Ștefan Răzvan, fedele a Sigismondo, Aron moriva avvelenato nel castello di Vințu de Jos. Riuniti i boiari valacchi presso Alba Iulia, Báthory promise loro di trasformare la Valacchia in una monarchia retta dagli aristocratici ed ottenne il loro appoggio contro il voivoda Michele, ridotto dai termini dell'accordo ad un mero reggente nominale.
I rovesci militari della Lunga Guerra guastarono i piani di Sigismondo.
Il 13 agosto, con la Battaglia di Călugăreni, Michele sconfisse l'armata turca al comando di Sinan Pasha. Ritiratosi a Stoenești, il voivoda si unì in ottobre all'armata transilvana al comando di István Bocskai (ormai divenuto consigliere del Báthory) e liberò la Valacchia dai turchi.
Sempre in agosto, Răzvan venne spodestato da Ieremia Movilă, un nobile moldavo appoggiato dalle truppe polacche. Il 3 dicembre, presso Suceava, Răzvan venne sconfitto dalle truppe dell'hetman Jan Zamoyski. Catturato dai suoi nemici, Răzvan venne impalato. Movilă negoziò la pace con Koca Sinan Pasha, Gran Vizir del sultano, e chiuse la partecipazione moldava alla Lunga Guerra dell'imperatore Rodolfo.
Nel 1596, Sigismondo e l'arciduca Massimiliano guidarono le forze coalizzate Asburgo-Báthory contro i turchi di Mehmet III ma vennero disastrosamente sconfitti nella Battaglia di Keresztes.

### Le abdicazioni di Sigismondo
Nel 1597 Sigismondo Báthory rinunciò al trono di Transilvania. Reintegrato nel suo titolo nel 1598, vi rinunciò nuovamente l'anno successivo. Questa condotta, quanto mai singolare per un uomo che fino a quel punto aveva operato in modo risoluto per mantenere ed estendere il suo regno, apre uno scorcio su di un intrigo che precipitò i Balcani e l'Europa orientale nel caos.
Soprattutto la prima abdicazione (ve ne furono tre in tutto nel corso della vita del voivoda) di Sigismondo Báthory è per gli studiosi di difficile comprensione.
Dato certo è il tentativo da parte degli Asburgo di impossessarsi della Transilvania, motivo per cui l'imperatore Rodolfo II propose a Báthory un baratto: la Transilvania in cambio del ducato di Opole in Slesia. Quasi certo ambasciatore della proposta fu la moglie di Sigismondo, Maria Cristina, ed il suo entourge di consiglieri gesuiti. Il modus operandi richiama perfettamente la prassi della casa d'Austria, ben nota per prediligere le annessioni di regni passanti per il talamo nuziale più che per il campo di battaglia (Bella gerunt alii, tu felix Austria nube).
Nel 1597, fresco della pesante sconfitta di Keresztes e probabilmente stanco della lotta contro i turchi, Sigismondo prestò forse più attenzione del dovuto alle profferte della moglie. Questo almeno in un primo momento. I piani degli Asburgo furono però rovinati da Sigismondo stesso che cercò di fare il doppio gioco. Fermo restando il desiderio di ottenere il ducato di Opole in cambio di una cessione agli Asburgo della Transilvania, Báthory cercò di garantirsi un continuo controllo occulto sul suo regno. Barcamenandosi tra ambasciatori degli Asburgo e boiari, il voivoda iniziò a predisporre un'abdicazione in favore di nobili transilvani a lui vicini e da lui manovrabili come il consigliere Bocskay. Sempre in questo periodo, Sigismondo richiamò dall'esilio il cugino Andrea, non si capisce se per garantirsi l'appoggio e/o il controllo sulla famiglia o per evitare che il soggiorno lituano del cugino cardinale potesse giocargli problemi al momento del colpo da lui preparato.
I piani di Sigismondo vennero però scoperti dagli ambasciatori dell'Impero ed il voivoda si vide rintegrato nel suo dominio (1598). Fu a questo punto che Báthory entrò in aperto conflitto con la casa d'Asburgo: si separò dalla moglie (1599) e risolse nuovamente di abdicare, indicando questa volta come successore il cugino Andrea.
La seconda abdicazione di Sigismondo, con la nomina a successore di Andrea Báthory, scatenò un putiferio.
Legato alla sfera politica della Polonia, il cardinale Andrea Báthory cercò di portare a compimento i piani di conquista di Sigisdmondo fidando sull'aiuto polacco. Per primo, Andrea si mise in contrasto con il voivoda Michele di Valacchia. Michele riuscì però a sconfiggere il cardinal Báthory nella Battaglia di Șelimbăr e reclamò per sé il titolo di voivoda di Transilvania nel novembre del 1599. Nel frattempo il generale asburgico Giorgio Basta attaccava la Transilvania da Ovest.

### La riconquista del trono transilvano
Nel 1600 Sigismondo, alla testa di un'armata di polacchi e cosacchi, tentò di riconquistare il suo trono ma venne sconfitto dal voivoda Michele a Suceava (Moldavia). Nel febbraio del 1601 la dieta di Cluj rimise formalmente Bathory a capo dei suoi domini ma nella Battaglia di Goroszló Sigismondo venne nuovamente sconfitto da Michele, ora appoggiato da Giorgio Basta.
Sigismondo rientrò nel possesso dei suoi domini solo alla morte di Michele il Coraggioso, ormai signore di Transilvania e Moldavia oltre che Valacchia, assassinato per ordine degli Asburgo che ne temevano l'eccessivo potere e la condotta politica spregiudicata.
Nuovamente principe di Transilvania, Sigismondo portò a compimento il progetto avviato nel 1597. Tramite la convenzione di Cluj (29 giugno 1602), con la sua terza abdicazione, Báthory cedette la Transilvania agli Asburgo in cambio di una rendita annua di 50.000 ducati e del ducato di Opole.
I soldati di Basta accompagnarono Sigismund a Tokaj. In poco tempo, andò a Praga per implorare la misericordia di Rodolfo II. Ricevette l'incolatus (o il diritto di possedere terre in Boemia) nel 1604. Dopo che la Dieta di Transilvania proclamò Stefano Bocskai principe nel febbraio 1605, Rodolfo cercò di persuadere Sigismondo a tornare in Transilvania ma Bathory non accettò l'offerta. Gli ambasciatori di Venezia e di Spagna e l'imperatore cercarono di nuovo di convincerlo a rivendicare la Transilvania nel luglio 1606 ottenendo un altro rifiuto: Sigismondo sostenne di non avere più contatti né informazioni sugli affari del suo ex principato. In dicembre incontrò di nuovo Rodolfo a Praga ma resistette ancora all'offerta dell'imperatore.
Sigismondo ricevette il dominio di Libochovice in Boemia. Dopo che uno dei suoi dipendenti lo accusò di complottare contro l'imperatore, Sigismondo fu imprigionato per quattordici mesi nelle carceri del Castello di Praga nel 1610. Sigismondo morì d'infarto a Libochovice il 27 marzo 1613. Fu sepolto in una cripta nella chiesa di S. Cattedrale di Vito a Praga.
Il controverso Sigismondo morì a Praga nel 1613 per apoplessia "che gli tolse prima la parola e poi la vita" (Urb.lat. 1081, c. 145 v).

### Bibliografiche
1. 1 2 3 4  Szabó 2012, p. 184.
2. 1 2  Nagy 1984, p. 97.
3. 1 2 3  Nagy 1984, p. 99.
4. ↑  Barta 1994, pp. 261 e 264.
5. ↑  Felezeu 2009, p. 27.
6. 1 2  Granasztói 1981, p. 406.
7. ↑  Felezeu 2009, pp. 54-55.
8. ↑  Nagy 1984, p. 100.
9. ↑  Granasztói 1981, p. 407.
10. 1 2  Granasztói 1981, p. 408.
11. ↑  Szegedi 2009, p. 101.
12. 1 2  Barta 1994, p. 293.
13. ↑  Horn 2002, p. 109.
14. ↑  Horn 2002, pp. 105-106.
15. ↑  Horn 2002, pp. 109-110.
16. ↑  Horn 2002, p. 110.
17. ↑  Horn 2002, pp. 117-119.
18. ↑  Nagy 1984, p. 101.
19. 1 2 3  Granasztói 1981, p. 410.
20. ↑  Horn 2002, p. 133.
21. ↑  Horn 2002, p. 134.
22. ↑  Keul 2009, p. 127.
23. ↑  Horn 2002, p. 162.
24. ↑  Nagy 1984, p. 103.
25. ↑  Horn 2002, p. 164.
26. ↑  Horn 2002, p. 167.
27. ↑  Horn 2002, pp. 166-168.
28. ↑  Granasztói 1981, pp. 411-412.
29. 1 2  Granasztói 1981, p. 412.
30. 1 2  Horn 2002, p. 177.
31. ↑  Horn 2002, p. 180.
32. 1 2  Horn 2002, p. 183.
33. ↑  Granasztói 1981, pp. 412-414.
34. ↑  Granasztói 1981, p. 414.
35. ↑  Nagy 1984, pp. 108-109.
36. 1 2  Keul 2009, p. 139.
37. ↑  Pop 2009, p. 78.
38. ↑  Granasztói 1981, p. 415.
39. ↑  Nagy 1984, pp. 126 e 131.
40. ↑  Sz. Kristóf 2013, p. 348.
41. 1 2  Nagy 1984, p. 141.
42. ↑  Granasztói 1981, p. 439.
43. ↑  Szabó 2012, p. 186.